# Список умерших в 625 году

## Февраль
- 14 февраля — Антонин из Сорренто, святой отшельник, игумен.

## Март
- 23 марта:
  - Абдуллах ибн Джахш, сподвижник пророка Мухаммеда;
  - Амр ибн аль-Джамух, сподвижник пророка Мухаммеда;
  - Анас ибн Надр, сподвижник пророка Мухаммеда;
  - Мусаб ибн Умайр, сподвижник пророка Мухаммеда;
  - Хамза ибн Абд аль-Мутталиб, сын Абд аль-Мутталиба, младший дядя пророка Мухаммеда, его молочный брат и ближайший сподвижник.

## Август
- 11 августа — Гагерик, святой, епископ Камбре (589—625).

## Октябрь
- 25 октября — Бонифаций V, Папа Римский (619—625).

## Декабрь
- Абдуллах ибн Усман, сын третьего Праведного халифа Усмана, первый внук пророка Мухаммеда.

## Дата смерти неизвестна или требует уточнения
- Абу Салама, сподвижник пророка Мухаммеда.
- Амир ибн Фухайра, сподвижник пророка Мухаммеда.
- Зайнаб бинт Хузайма, одна из жён пророка Мухаммеда, мать правоверных.
- Кадван ап Иаго, король Гвинеда (с 613).
- Катал мак Аэдо, король Мунстера (619/621—625/628).
- Керл, король Мерсии (606 — ок. 625).
- Ремедий, епископ Кёльна.
- Сунновей, епископ Кёльна.
- Фатима бинт Асад, жена Абу Талиба, мать Али ибн Абу Талиба.
- Хубайб ибн Ади, сподвижник пророка Мухаммеда, один из первых мучеников в исламе.